# دایره (کتاب)
کتاب دایره یک مجموعه شعر اثر مریم جعفری آذرمانی است که پنجاه غزل نو را شامل می‌شود و در سال ۱۳۹۳ منتشر شده‌است.

## محتوای کتاب
شعرهای کتاب دایره، دارای مضامین انتقادی، اجتماعی است. این کتاب یکی از برگزیدگان هفتمین دوره جایزه ادبی پروین اعتصامی در سال ۱۳۹۵ شد.